# Палаццо Грімані-ді-Сан-Лука

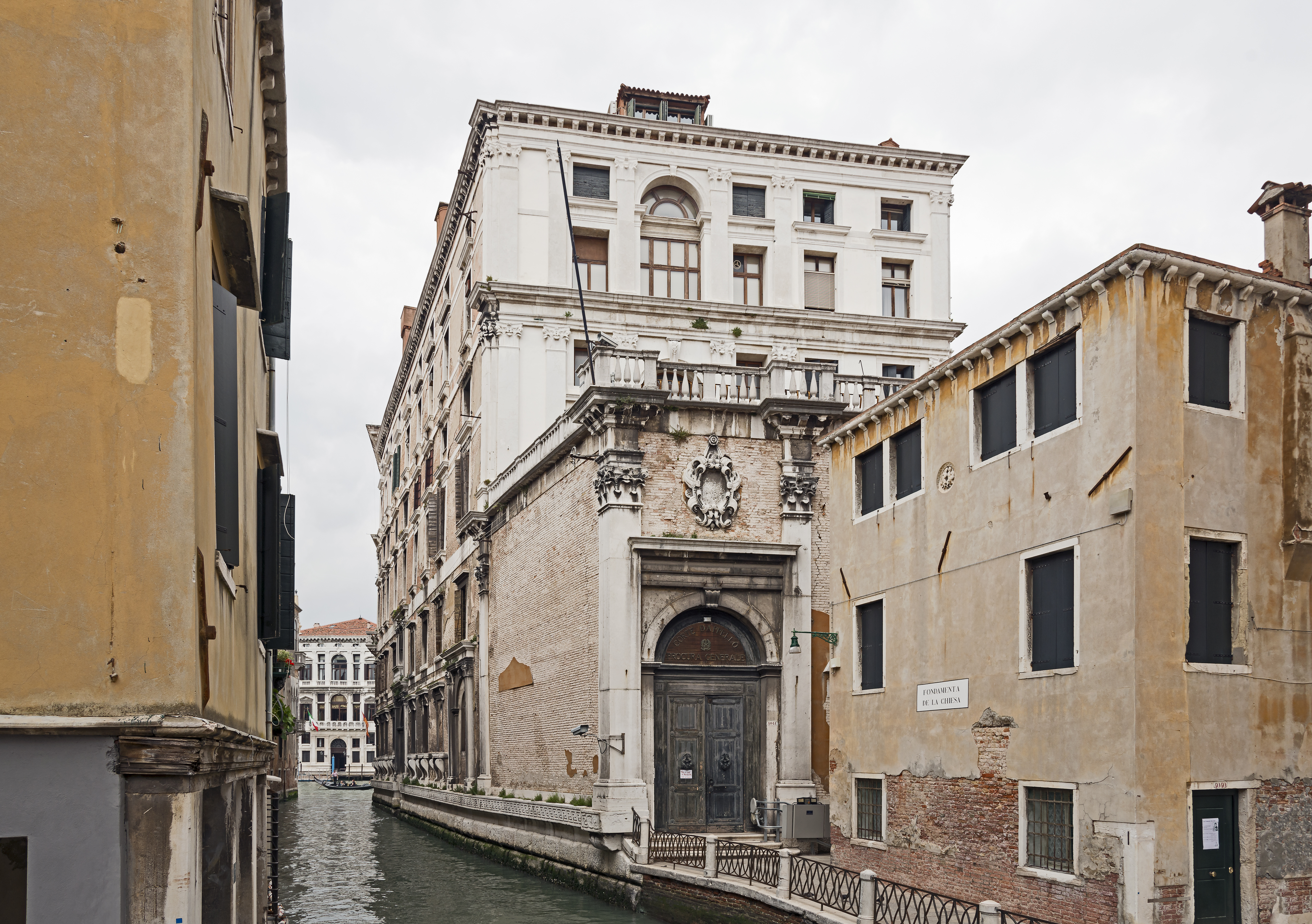
Задня кришка.

Палаццо Грімані-ді-Сан-Лука (італ. Palazzo Grimani di San Luca) — палац у Венеції на каналі Rio di San Luca, в точці впадання останнього в Гранд-канал. Був побудований в епоху Ренесансу.
Спочатку був побудований для дожа Антоніо Ґрімані. Після його смерті, в 1532–1569 роках послідовно перебудовувався спадкоємцями дожа, спочатку Вітторе Грімані, генеральним прокуратором міста, потім Джованні Грімані, кардиналом і патріархом Аквілейськім. Імовірно, підряд на замовлення останнього виконував Мікеле Санмікелі. Остаточно палац був закінчений в 1575 році Джованні Русконі. Дверний портал оформляв Алессандро Вітторіа.
Палац складається з трьох частин і невеликого заднього дворика. Фасад палацу прикрашений різнокольоровим мармуром.
Звабинка внутрішнього інтер'єру — Зала Психєї (італ. Sala di Psiche), прикрашена фресками Франческо Менцоккі, Каміло Мантовано і Франческо Сальвіаті. Також в оформленні палацу брали участь Таддео Цуккаро і Джованні да Удіне.
В даний час в будівлі розташовується венеційський апеляційний суд.